# Jiří Mackevič
Jiří Mackevič (Юрий Мацкевич) (1. ledna 1887 Usť-Dvinsk – 8. srpna 1941 Praha-Královské Vinohrady) byl ruský legionář a brigádní generál československé armády.

## Životopis
Brigádní generál Jiří Mackevič byl ruským legionářem a velitelem dělostřeleckého VII. sboru prvorepublikové armády. Narodil se 1. ledna 1887 v Rize. Vystudoval Michajlovskou dělostřeleckou akademii v Sankt-Petěrburku (Petrohradě), kterou ukončil v hodnosti podporučíka ruské armády. V první světové válce nejprve sloužil v ruské armádě, ale od roku 1917 se stal (u města Proskurovo) velitelem dělostřelecké baterie 1. československého dělostřeleckého oddílu a později i brigády. Prvním útvarem, kde byl v legiích Jiří Mackevič zařazen, byla 4. dělostřelecká brigáda. V únoru 1918 byl povýšen na kapitána legií. Po přesunu na sibiřské válčiště se stal velitelem dělostřelectva Sibiřského úderného sboru. V roce 1918 byl povýšen na podplukovníka legií a v roce 1919 získal hodnost i podplukovníka ruské armády. Z řad příslušníků československých legií byl Jiří Mackevič vyřazen dne 12. dubna 1919 v hodnosti plukovníka. Jeho posledním útvarem, kde v legiích působil, byla 1. dělostřelecká brigáda. Po návratu legií do Československa byl v roce 1924 povýšen na plukovníka dělostřelectva. V roce 1926 se stal zástupcem velitele Dělostřeleckého pluku 51 v Brandýse nad Labem, a v následujících letech pak byl velitelem Dělostřeleckého pluku 112 v Mukačevu, zástupcem velitele Polní dělostřelecké brigády v Užhorodě a v roce 1928 opět velitelem Dělostřeleckého pluku 112 v Mukečevu. V roce 1933 povýšil do hodnosti brigádního generála a stal se velitelem Polních dělostřeleckých brigád v Košicích, Hradci Králové a Užhorodu a dělostřelckého pluku 5 v Českých Budějovicích. V roce 1935 se stal velitelem dělostřelectva Sboru VII, a v letech 1938 a 1939 dělostřelectva Hraničního pásma XV a Sboru VII Banská Bystrica. Do výslužby odešel v hodnosti brigádního generála 1. července 1939. Zemřel 8. srpna 1941 v Praze-Královských Vinohradech, Na Smetance 16. Je pochován v Praze na Olšanském hřbitově (2ob, 18, 263).

Olšanské hřbitovy
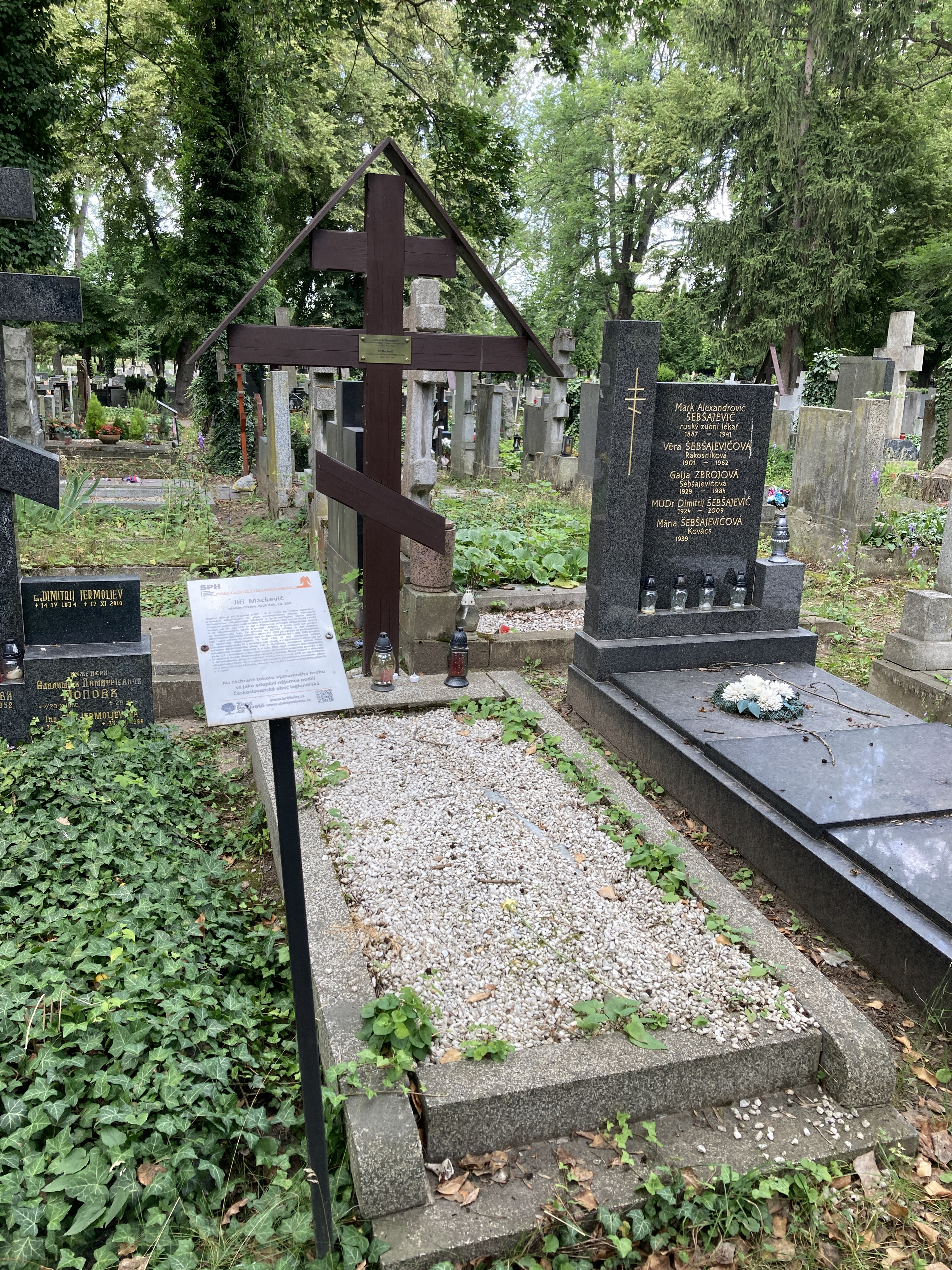
Celkový pohled na hrob
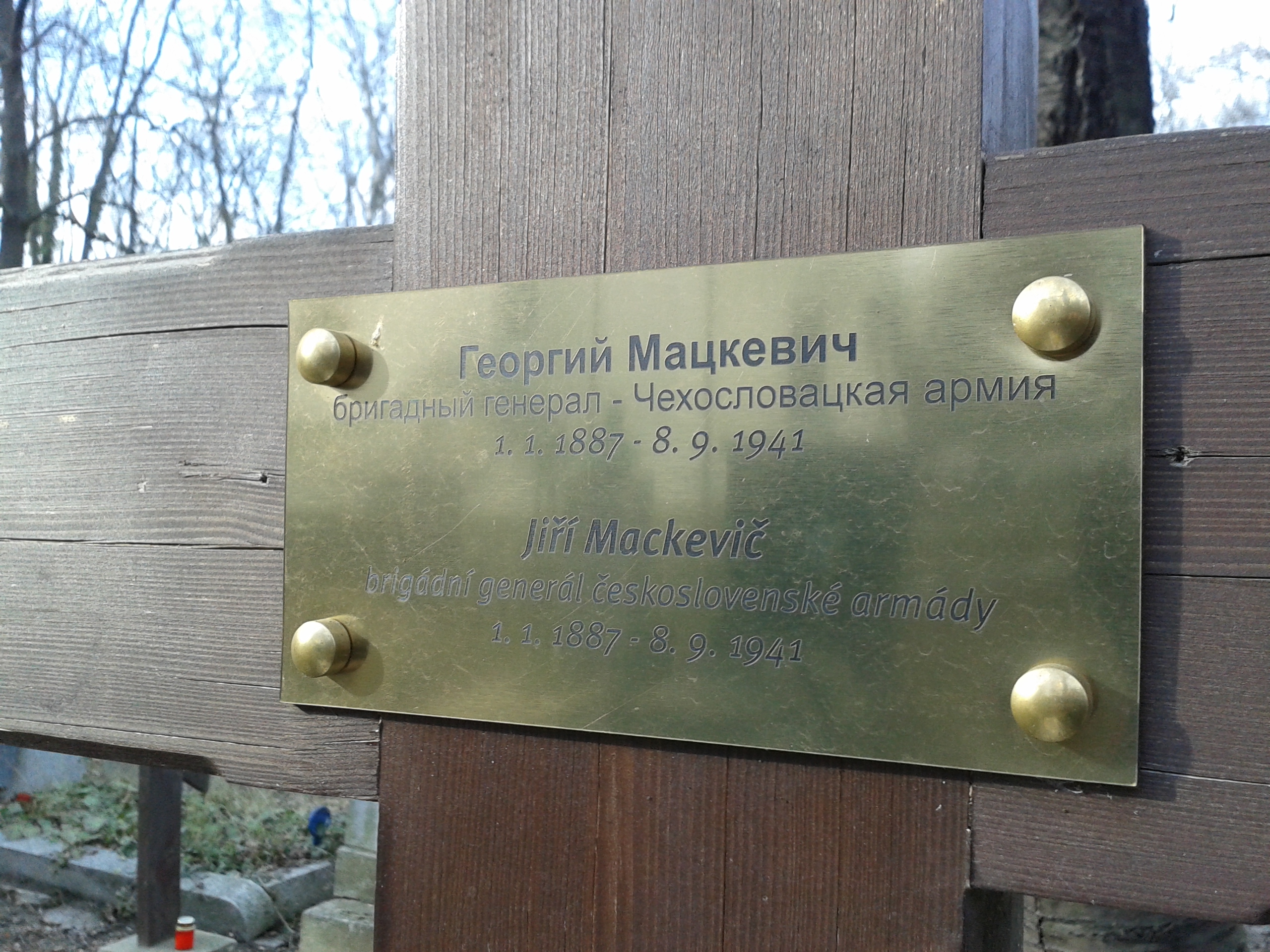
Detail mosazného štítku
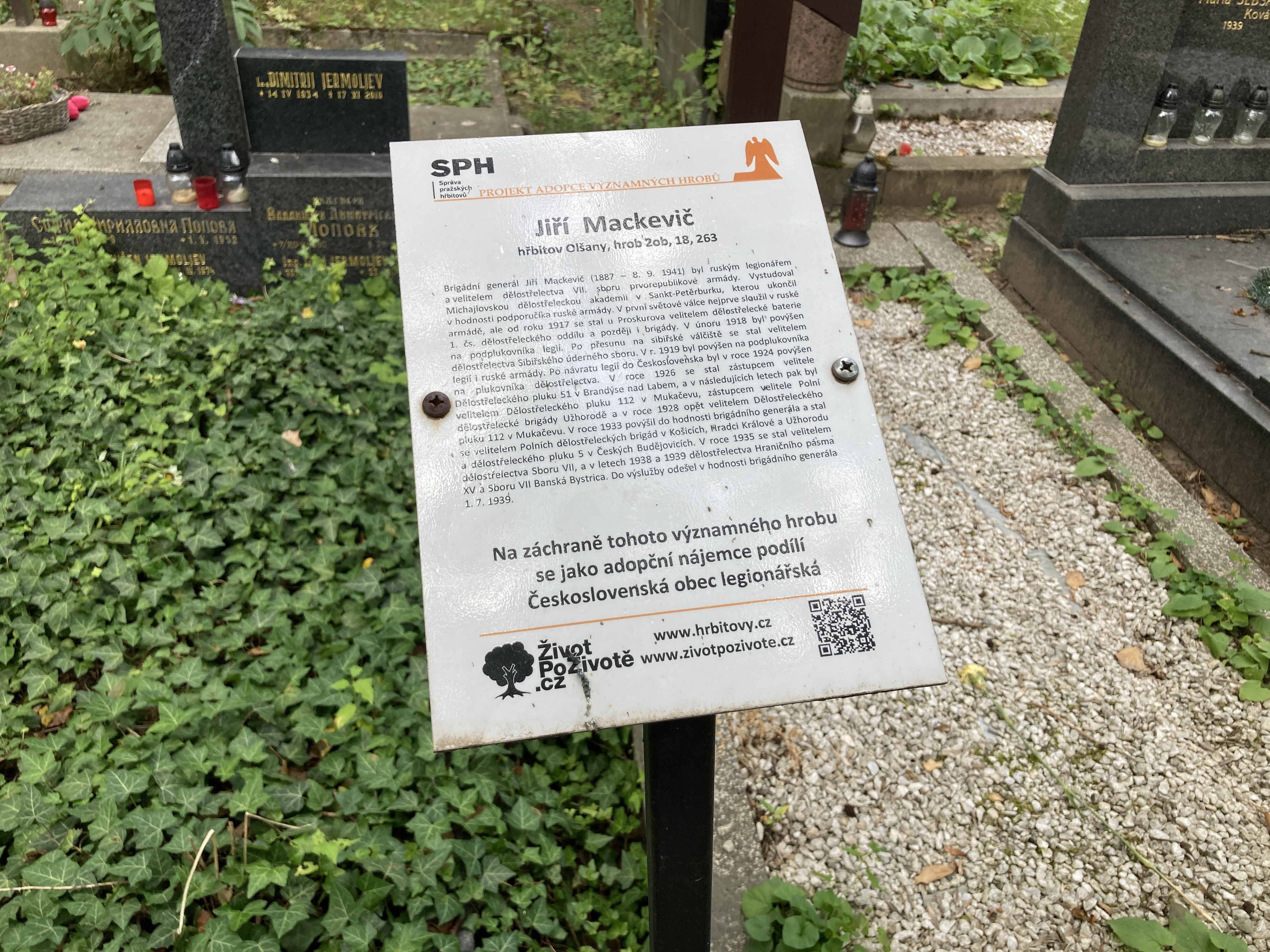
Informační plaketka

## Hodnostní postup
- 30. července 1907 – podporučík ruské armády[1]
- 01. října 1909 – poručík ruské armády[1]
- 01. srpna 1914 – podkapitán ruské armády[1]
- 01. července 1916 – kapitán ruské armády[1]
- 07. února 1918 – kapitán legií[1]
- 20. října 1918 – podplukovník legií[1]
- 12. dubna 1919 – podplukovník ruské armády[1]
- 25. května 1919 – plukovník ruské armády[1]
- 14. října 1924 – plukovník dělostřelectva[1]
- 13. července 1933 – brigádní generál[1]
- (1. července 1939 – výslužba)[1]

## Vyznamenání
- 1913 –  Pamětní medaile k 300. výročí panování Romanovců[5], 1913 (Rusko)[1]
- 1914 –  Řád svaté Anny 4. třídy[1]
- 1916 –  Řád svatého Stanislava 3. třídy s meči a mašlí[1]
- 1917 –  Řád svaté Anny 3. třídy s meči a mašlí[1]
- 1917 –  Řád svatého Jiří 4. třídy[1]
- 1918 –  Řád svatého Stanislava 2. třídy s meči[1]
- 1919 –  Řád svaté Anny 2. třídy s meči[1]
- 1919 –  Československý válečný kříž 1914–1918[1]
- 1924 –  Medaile vítězství[1]
- 1924 –  Československá revoluční medaile[1]
- 1935 –  Řád rumunské koruny 3. třídy[1]